# Smart-Game-Format
Das Smart-Game-Format ist ein Dateiformat, in dem Spielverläufe von Brettspielen für zwei Spieler aufgezeichnet werden können. Es hat sich vor allem bei Implementierungen des Spiels Go als De-facto-Standard zur Aufzeichnung und Verbreitung von Spielen etabliert, weshalb seine Abkürzung („SGF“) auch als „Smart-Go-Format“ interpretiert wird. Es eignet sich jedoch auch für andere Spiele wie zum Beispiel Backgammon. Es ist textbasiert und enthält eine Baumstruktur, die das Erfassen verschiedener Spielverläufe ermöglicht. Die Dateinamenserweiterung lautet sgf.

## Entwicklung
Erfinder des Formats ist Anders Kierulf. Die Syntax lässt sich mit der erweiterten Backus-Naur-Form beschreiben. Die Spezifikation der aktuellen Version FF[4] wurde zuletzt 2006 erweitert. Es existieren verschiedene Projekte, die zum Ziel haben oder hatten, das Smart-Game-Format weiterzuentwickeln. Zum Beispiel ist eine Version FF[5] des Formats geplant, an der aber zurzeit nicht aktiv gearbeitet wird. Mit XGF war geplant, eine XML-basierte Syntax einzuführen, auch hier gibt es seit 2002 keine Entwicklung.

## Software
Es existieren zahlreiche Programme, mit denen sich SGF-Dateien erstellen und bearbeiten lassen. Viele davon dienen gleichzeitig als Client für einen oder mehrere der verfügbaren Go-Server, über die das Spielen gegen menschliche und programmierte Gegner, sog. Bots, über das Internet möglich ist. So lassen sich zum Beispiel mit CGoban, der Client-Software für den  KGS Go-Server, alle selbst oder von Anderen gespielten Partien als SGF exportieren, sodass sie im Nachhinein analysiert und kommentiert werden können. Auch Turniere werden häufig auf Go-Servern übertragen oder sogar auf ihnen ausgetragen.
Einige Programme beherrschen auch Mustererkennungs-Algorithmen, mit denen sich nach Ähnlichkeiten zwischen Spielsituationen suchen lässt. Zum Beispiel bietet EidoGo einen webbasierten SGF-Editor an, mit dem sich eine Bibliothek mit Partien nach Ähnlichkeiten zu eigenen per SGF auf den Server geladenen Spielsituationen durchsuchen lässt.